# Charlotte Mew
Charlotte Mary Mew (Bloomsbury, 15 de novembro de 1869 - 24 de março de 1928) foi uma poetisa e contista inglesa, cujo trabalho abrange a poesia vitoriana e o modernismo.

## Vida
Charlotte Mary Mew era filha do arquiteto Frederick Mew, que projetou a Prefeitura de Hampstead. Seu pai morreu em 1898 sem ter feito as provisões adequadas para sua família; dois de seus irmãos sofriam de doença mental e foram internados e três outros morreram na infância, deixando para trás Charlotte, sua mãe e sua irmã Anne. Charlotte e Anne fizeram um pacto de não se casar, por medo de passar a loucura para seus filhos. Um autor considera Charlotte "castamente lésbica".
Em 1894, Mew conseguiu publicar um conto no The Yellow Book, mas escreveu muito pouca poesia na época. Sua primeira coletânea de poesias, The Farmer's Bride, foi publicada em 1916, em formato chapbook', pela Livraria Poesia; nos Estados Unidos foi intitulado Saturday Market e publicado em 1921. Com ele, conquistou a admiração de Sydney Cockerell.
Seus poemas são variados. Alguns, como "Madeleine in Church", são debates apaixonados sobre a fé e a possibilidade de acreditar em Deus; outros são proto-modernos em forma e atmosfera ("In Nunhead Cemetery"). Mew ganhou o patrocínio de várias figuras literárias, notadamente Thomas Hardy, que a chamou de a maior poetisa de sua época; Virginia Woolf, que se disse "muito boa e diferente das demais" e Siegfried Sassoon. Ele recebeu uma pequena pensão da Lista Civil com a ajuda de Cockerell, Hardy, John Masefield e Walter de la Mare. Isso o ajudou em suas dificuldades financeiras.
Após a morte de sua irmã, ela caiu em profunda depressão e foi internada em uma  onde acabou cometendo suicídio bebendo desinfetante "Lysol".

Mew está enterrado na parte norte do Cemitério de Hampstead, Londres.